# Spongia vermiculatiformis
Spongia vermiculatiformis är en svampdjursart som beskrevs av Hyatt 1877. Spongia vermiculatiformis ingår i släktet Spongia och familjen Spongiidae. Inga underarter finns listade i Catalogue of Life.